# Бероун (окръг)
Окръг Бероун (на чешки: Okres Beroun) се намира в Средночешки край, Чехия. Площта му е 661,91 km2, а населението му – 86 056 души (2012). Административен център е едноименният град Бероун. В окръга има 85 населени места, от които 6 града и 4 града без право на самоуправление.

## История
Предшественици на днешния по-голям Бероунски окръг са окръзите Бероун и Хоржовице, принадлежащи към бившия Пражки край, чието съществуване е заложено в държавния указ №3 „За териториалната организация на окръзите в чешките земи“ от 1949 г. През 50-те години, тази структура престава да отговаря на нуждите на централно планираната икономика, и по този начин се пристъпва към основна реорганизация на териториалната администрация, която влиза в сила на 1 юли 1960 г.
С нея силно се намалява броя на окръзите и краевете в страната. Възниква Среднобохемския край с център Прага, част от който става окръг Бероун. Той е създаден чрез сливането на значителна част от старите окръзи Хоржовице (само околностите на Инец преминават към окръг Пршибрам) и Бероун, към които са добавени няколко общини от първоначалния окръг Прага запад - това са общините Драхелчице, Нучице, Тахловице и град Рудна. Когато окръг Бероун е създаден през 1960 г., той има площ от 686 km2 и около 89 000 жители. Неговата територия тогава е съставена от 110 общини. Още през същата година започва обаче първата вълна на интеграция на общините, и така на следващото преброяване на населението през 1970 г., в Бероунски окръг има 100 общини. Населението на областта тогава е намаляло до около 85 000 жители.
През 1974 г. протича значително разширяване на административното устройство на град Прага, за сметка на големината и броят на населението на съседните окръзи Прага запад и Прага изток. Поради това от 1 юли започва компенсирането им, като от околните окръзи към Прага запад са прехвърлени няколко съседни общини. Така от Бероунски окръг обратно са разпределени общините и околностите на Рудна, които до 1960 г. административно са влизали в окръг Прага запад. С това връщане, Бероунски окръг намалява с около 5000 жители. Оттогава не е имало промени в границите на окръга.

## География
Разположен е в западната част на края. Граничи с окръзите Пршибрам, Кладно, Раковник и Прага-запад на Средночешкия край, а на запад – с окръг Рокицани на Пилзенския край.

## Градове и население
По данни за 2009 г.:
| Град        | Население |
| ----------- | --------- |
| Бероун      | 18 728    |
| Хоржовице   | 6854      |
| Кралув Двур | 6631      |
| Здице       | 4103      |
| Жебрак      | 2171      |
| Хостомице   | 1598      |

| Общо           | Жени             | Мъже             |
| -------------- | ---------------- | ---------------- |
| 84 025 (100 %) | 42 284 (50,32 %) | 41 741 (49,68 %) |

Средната гъстота на населението е 127 души на km²; 47,71% живее в градовете.

## Населени места
Баворине -
Бероун -
Бештин -
Броуми -
Бржезова -
Бубовице -
Бикош -
Бзова -
Церховице -
Дроздов -
Фелбабка -
Хласна Тршебан -
Хоржовице -
Хостомице -
Хржедле -
Худлице -
Хвоздец -
Хисков -
Халоупки -
Хлустина -
Ходоун -
Хрустенице -
Хинава -
Ивина -
Карлщейн -
Комаров -
Конепруси -
Корно -
Котопеки -
Кралув Двур -
Кублов -
Лажовице -
Лхотка -
Либомишъл -
Литен -
Лоденице -
Лоховице -
Лужце -
Мала Виска -
Малков -
Мненяни -
Мезоун -
Моржина -
Моржинка -
Неначовице -
Несвачили -
Неумнетели -
Нижбор -
Нови Яхимов -
Олешна -
Осек -
Осов -
Отмиче -
Отрочиневес -
Подбърди -
Подлухи -
Прасколеси -
Рпети -
Скржипел -
Скухров -
Сръбско -
Сташов -
Сухомасти -
Свата -
Свати Ян под Скалоу -
Свинарже -
Тетин -
Тлустице -
Тман -
Точник -
Трубин -
Трубска -
Уезд -
Велки Хлумец -
Винаржице -
Вижина -
Враж -
Вшерадице -
Високи Уезд -
Задни Тршебан -
Зайечов -
Залужи -
Здице -
Жебрак -
Железна